# Quadro svedese

Alcune alunne al quadro svedese (1972)

Il quadro svedese è un grande attrezzo ginnico, di forma quadrata o rettangolare, utilizzato nell'educazione fisica. Come la spalliera è un attrezzo della ginnastica svedese ed è stato inventato all'inizio dell'Ottocento da Pehr Henrik Ling.

## Utilizzo
Si tratta di un attrezzo utilizzato nell'educazione fisica per sviluppare i muscoli dell'arrampicata, per vincere le vertigini e sviluppare la lateralità (consolidamento della dominanza). Visto che può essere utilizzato anche da più allievi contemporaneamente è utilizzato per migliorare la coordinazione negli esercizi di gruppo.